# Diplostix lackneri
Diplostix lackneri är en skalbaggsart som beskrevs av Vienna 2007. Diplostix lackneri ingår i släktet Diplostix och familjen stumpbaggar. Inga underarter finns listade i Catalogue of Life.